# Gle Teumiga
Gle Teumiga är en kulle i Indonesien.   Den ligger i provinsen Aceh, i den västra delen av landet, 1 800 km nordväst om huvudstaden Jakarta. Toppen på Gle Teumiga är 78 meter över havet.
Terrängen runt Gle Teumiga är varierad. Havet är nära Gle Teumiga åt sydväst.Runt Gle Teumiga är det ganska glesbefolkat, med 43 invånare per kvadratkilometer.